# Naghusz Harutiunian
Naghusz Harutiunian (orm. Նաղուշ Հարությունյան; ur. 10 listopada 1912 w Erywaniu, zm. 18 stycznia 1993 w Moskwie) – radziecki armeński polityk, przewodniczący Prezydium Rady Najwyższej Armeńskiej SRR w latach 1963–1975.

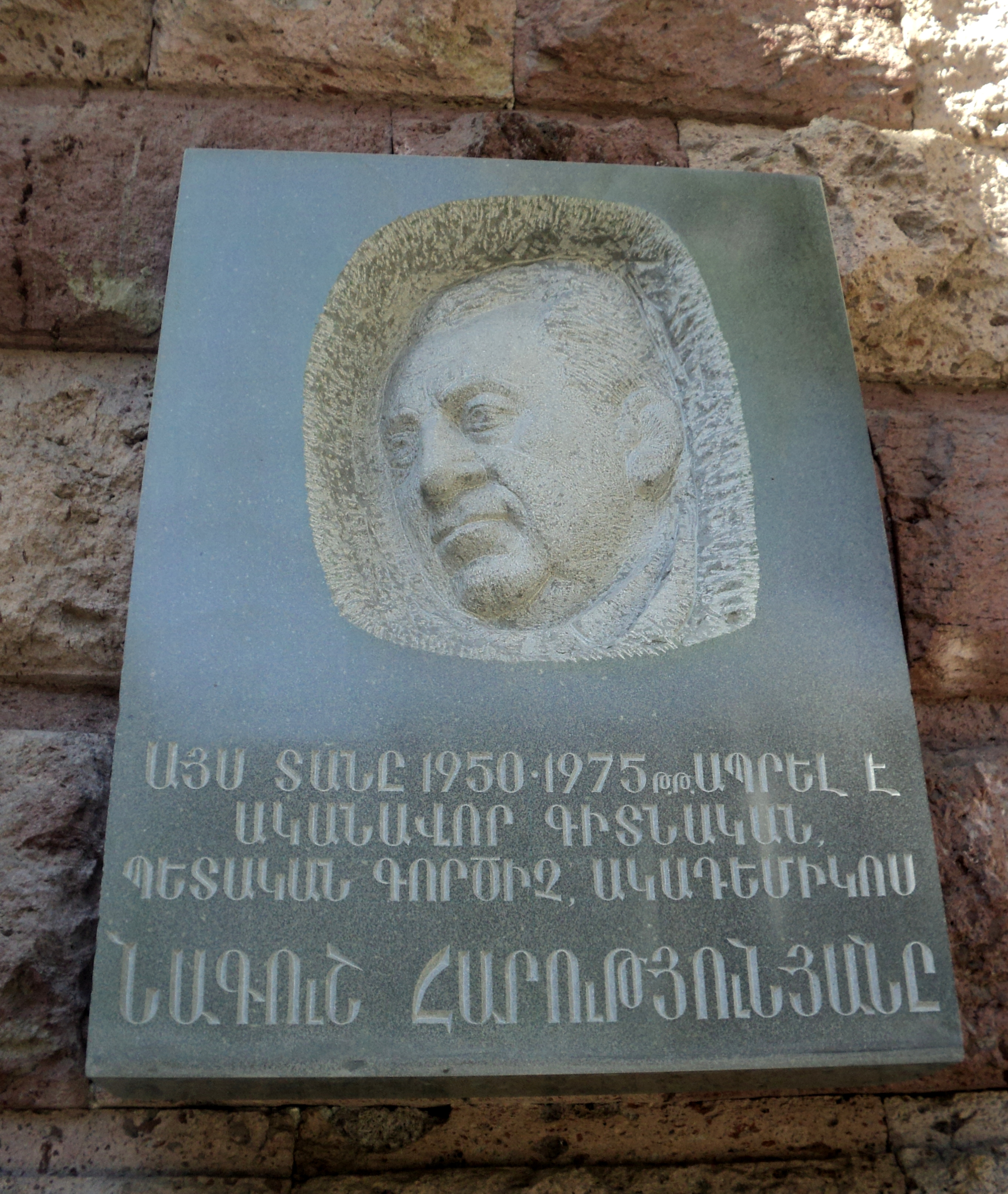

W 1930–1936 studiował w Wojskowo-Inżynieryjnej Akademii im. W. Kujbyszewa, 1937–1941 asystent na Leningradzkim Instytucie Politechnicznym, od 1940 członek WKP(b), 1941–1945 służył w Armii Czerwonej, następnie pracownik naukowy Akademii Nauk Armeńskiej SRR. 1945–1951 wykładał w Erywańskim Instytucie Politechnicznym, od 1951 profesor katedry mechaniki teoretycznej Uniwersytetu Państwowego w Erywaniu, 1952–1956 akademik-sekretarz Wydziału Nauk Technicznych Akademii Nauk Armeńskiej SRR, 1955–1959 kierownik laboratorium w Instytucie Matematyki i Mechaniki tej akademii, 1958–1978 kierownik Katedry Plastyczności i Sprężystości Materiałów Uniwersytetu Państwowego w Erywaniu. Od 1959 wiceprezydent Akademii Nauk Armeńskiej SRR, od 1961 rektor Uniwersytetu Państwowego w Erywaniu, członek Prezydium Komitetu Naukowego ZSRR ds. Mechaniki Teoretycznej i Stosowanej. Od 3 kwietnia 1963 do 3 lipca 1975 przewodniczący Prezydium Rady Najwyższej Armeńskiej SRR. Członek Biura Politycznego KC Komunistycznej Partii Armenii, 1966–1976 członek Centralnej Komisji Rewizyjnej KPZR. Od 1975 pracował w Instytucie Mechaniki Akademii Nauk ZSRR w Moskwie.
Deputowany do Rady Najwyższej ZSRR od 6 do 9 kadencji.

## Odznaczenia i nagrody
- Order Lenina
- Order Rewolucji Październikowej
- Order Czerwonego Sztandaru Pracy
- Order Wojny Ojczyźnianej I klasy
- Order Wojny Ojczyźnianej II klasy
- Order Czerwonej Gwiazdy
- Medal jubileuszowy „W upamiętnieniu 100-lecia urodzin Władimira Iljicza Lenina”
- Tytuł Zasłużonego Działacza Naukowego Armeńskiej SRR (1962)